# Hemithraupis ruficapilla
A Hemithraupis ruficapilla  a madarak osztályának verébalakúak (Passeriformes) rendjébe és a tangarafélék (Thraupidae) családjába tartozó  faj.

## Rendszerezése
A fajt Louis Pierre Vieillot francia ornitológus írta le 1818-ban, a Nemosia  nembe  Nemosia ruficapilla néven.

## Alfajai
- Hemithraupis ruficapilla bahiae J. T. Zimmer, 1947
- Hemithraupis ruficapilla ruficapilla (Vieillot, 1818)[2]

## Előfordulása
Dél-Amerikában,  Brazília keleti részén honos. A természetes élőhelye szubtrópusi és trópusi síkvidéki erdők, valamint városias környezet és erősen leromlott egykori erdők.

## Megjelenése
Testhossza 13 centiméter, testtömege 11-13 gramm.

## Életmódja
Főleg ízeltlábúakkal táplálkozik, de fogyaszt gyümölcsöket is.